# Batalla de Jargeau
La batalla de Jargeau és la primera batalla ofensiva comandada per Joana d'Arc, i va tenir lloc els dies 11 i 12 de juny de 1429, en el marc de la Guerra dels Cent Anys. Poc després d'alliberar Orleans, les tropes franceses van voler recapturar la ribera del riu Loira. Per aconseguir-ho, van haver de enfrontar-se amb els anglesos al costat de la ciutat de Jargeau.

## Antecedents
Després d'alliberar Orleans, el següent pas de la campanya va ser alliberar la resta de ciutats que els anglesos havien anat prenent i així acorralar Orleans i deixar-la sense el suport de les seves viles més properes. Així doncs, Meung, Jargeau, Beaugency i Patay eren els objectius principals.
La Batalla de Jargeau va sorgir en els últims anys de la prolongada Guerra dels Cent Anys. Per aquests temps (1428) l'aliança anglo-borgonyona havia capturat la pràctica totalitat de França al nord del Loira. Hi havia hagut nombrosos setges i batalles per recuperar-los, com el cas d'Orleans per part de Joana d'Arc. Aquesta última ciutat havia estat assetjada des de l'octubre. Una vegada que els anglesos van assegurar la regió, només els restava envair el sud de França per tenir un control complet sobre tot el país.
El març de 1429, Santa Joana d'Arc va arribar a Chinon a trobar-se amb el delfí de França (i futur Carles VII de França). Després d'una audiència inquisitorial, Joana es va posar al comandament d'un gran exèrcit que els francesos necessitaven per aixecar el llarg i penós setge d'Orleans, cosa que van aconseguir el 9 de maig.
El pont d'Orleans havia estat volat poc abans que s'aixequés el setge; d'aquesta manera, els francesos s'havien quedat sense manera cap de creuar el Loira. A l'inrevés que en altres episodis de la guerra, els francesos van recórrer a ràpides incursions i batalles (Jargeau, Meung-sur-Loire i Beaugency) que els van permetre sortir victoriosos i preparar el terreny per als seus posteriors operacions ofensives a Reims i París.
Fet gairebé excepcional en el llarg i sinuós conflicte, la campanya del Loira va deixar en molt males condicions als anglesos: el millor de les seves forces i comandaments van ser morts, ferits o capturats. Addicionalment i com a avantatge crítica, els atacs francesos delmaren a les temibles i letals concentracions de arquers anglesos.

## Campanya del Loira: d'Orleans a Jargeau
A partir de l'aixecament del setge, els francesos es van dedicar durant un mes a reclutament i consolidació de forces per a la pròxima fase de les operacions. A principis de juny es va celebrar una reunió dels generals en la qual va estar present el delfí Carles on es va decidir l'estratègia a seguir: netejar completament la vall del Loira i desallotjar les tropes angleses.
L'exèrcit francès es va reunir i va organitzar a Orleans i Joana es va trobar allà amb els altres el dia 9. Aquest mateix dia l'exèrcit es va posar en marxa cap a Jargeau, primer objectiu per a la seva campanya del Loira.
L'exèrcit anglès, al comandament de sir Joan Fastolf, havia abandonat París el dia anterior amb diversos milers d'homes dirigint-se a la trobada de l'enemic.

## Jargeau
Jargeau era un petit poble en el marge sud del Loira, a la França central, ubicada a uns 16 quilòmetres a l'est d'Orleans. Els anglesos l'havien ocupat diversos anys abans pensant en utilitzar-lo com a base de rereguarda per a una posterior invasió a la França meridional. Per aquest motiu, havien fortificat el poble amb una muralla i diverses torres, baluards i contraforts. Per fora de la muralla havien cavat un profund fossat.
La ciutat havia crescut, i molts suburbis es trobaven a l'exterior de les defenses. Per a garantir el poder travessar el riu, les forces angleses havien fortificat també el pont del poble. Aquest pont tindria una gran importància estratègica en fases posteriors de la Guerra dels Cent Anys.
Jargeau estava defensada per uns 700 anglesos, tots ells equipats amb armes de foc .

## Comandants
La defensa de Jargeau estava comandada per Guillem de la Pole, primer duc de Suffolk. Les forces atacants obeïen a la jove Joana d'Arc, que manava sobre quatre capitans: Joan II d'Alençon, l'infame Gilles de Rais, Jean Poton de Xaintrailles i Étienne de Vignolles (La Hire).

## Batalla
Joana va ordenar, seguint la lògica, atacar primer els suburbis d'extramurs. En veure això, els anglesos van sortir de les muralles i van rebutjar l'atac, retornant després a la seguretat del mur.
L'endemà (dia 12), Joana va intimar als anglesos a la rendició, oferta que va ser rebutjada. En conseqüència, la jove va ordenar un poderós atac d'artilleria, seguit per un assalt amb màquines de setge, amb el que ràpidament va aconseguir prendre una de les torres de la ciutat.
Conscient que el fracàs estava molt a prop, Suffolk va iniciar negociacions de rendició amb els comandants francesos per separat, especialment amb Étienne de Vignolles, fet que va desagradar a Joana per considerar-lo una violació flagrant dels protocols de la guerra.
Decidida a acabar la batalla com fos, Joana va posar les escales d'assalt i el gran exèrcit francès va enfilar les muralles de Jargeau. La pròpia capitana va sobreviure miraculosament quan un projectil de pedra li va colpejar al cap, partint-se en dos, mentre encapçalava l'assalt. L'adequada protecció del casc que portava li va salvar la vida en aquella ocasió..
Ja al cim de la muralla, es va produir una gran matança d'anglesos, que van patir enormes pèrdues gràcies a la gran inferioritat numèrica en què es trobaven, forçant Suffolk a rendir-se. El comandant anglès va sobreviure i va ser fet presoner per Joana d'Arc.

## Baixes
Per part dels anglesos, la xifra de morts i ferits va ascendir a uns 300 o 400 homes, aproximadament la meitat de les seves forces. Les baixes dels francesos van ser molt poques, i van tenir lloc particularment en l'assalt a les muralles.

## Conseqüències
La victòria francesa a Jargeau va consolidar la possessió del estratègic pont de la ciutat i va donar lloc a una sèrie de victorioses batalles de Joana d'Arc que li van permetre complir els objectius de la campanya del Loira amb precisió i exactitud.
A la batalla de Jargeau li van seguir les batalles de Meung-sur-Loire i de Beaugency, que van abonar el terreny per a la decisiva victòria de Joana a la batalla de Patay.